# 傷だらけのローラ (アルバム)
『傷だらけのローラ』（きずだらけのローラ）は、西城秀樹の4枚目のオリジナル・アルバム。1974年9月15日にRCAから発売された。

## 解説
- この年の大ヒット曲「傷だらけのローラ」、「激しい恋」、「薔薇の鎖」が収録されている。
- 「涙がとまらない」は、シングル「涙と友情」の原曲となった作品である。

## 収録曲
| #   | タイトル               | 作詞                        | 作曲       | 編曲       |
| --- | ---------------------- | --------------------------- | ---------- | ---------- |
| A1. | 「傷だらけのローラ」   | さいとう大三                | 馬飼野康二 | 馬飼野康二 |
| A2. | 「季節のうつり変り」   | たかたかし                  | 鈴木邦彦   | 馬飼野康二 |
| A3. | 「世界は僕らのもの」   | たかたかし                  | 浜圭介     | 青木望     |
| A4. | 「愛と友情」           | たかたかし                  | 浜圭介     | 青木望     |
| A5. | 「浮気なお前に」       | さいとう大三                | ケーシー   | 馬飼野康二 |
| A6. | 「淋しがりやの君」     | さいとう大三                | 馬飼野康二 | 馬飼野康二 |
| B1. | 「激しい恋」           | 安井かずみ                  | 馬飼野康二 | 馬飼野康二 |
| B2. | 「涙がとまらない」     | たかたかし                  | 鈴木邦彦   | 馬飼野康二 |
| B3. | 「悪夢」               | さいとう大三                | 馬飼野康二 | 馬飼野康二 |
| B4. | 「薔薇の鎖」           | たかたかし 斎藤優子（原案） | 鈴木邦彦   | 馬飼野康二 |
| B5. | 「君と自由に暮せたら」 | さいとう大三                | ケーシー   | 馬飼野康二 |
| B6. | 「昼下がりのバラード」 | 有馬三恵子                  | 馬飼野康二 | 馬飼野康二 |

## 復刻盤
- 1976年9月25日発売のLP『西城秀樹 第1 - 7集』（全7枚）の中の1枚
- 1994年12月16日発売のCD『HIDEKI SAIJO EXCITING AGE'72 - '79』（11枚組）の中の1枚（4枚目）
- 1999年7月23日発売のCD『傷だらけのローラ』
- 2021年6月18日発売のGOH HOTODAによるデジタルリマスタリング盤（Blu-spec CD2、紙ジャケット仕様）